# 페이퍼맨 (2012년 영화)
《페이퍼맨》(Paperman)은 2012년 공개된 미국의 단편 흑백 애니메이션 영화이다. 컴퓨터 애니메이션의 일종으로, CG 모델 위에다 벡터 기반의 드로잉을 붙이는 기법을 통해 2D로 이루어진 그림이 입체적으로 움직이는 효과를 만들었다. 제 85회 아카데미상에서 단편 애니메이션상을 수상했다.

## 줄거리
조지라는 한 남자가 출근길 철도 역에서 여자 멕을 만나게 되는데, 그녀를 잊지 못하고 있다가 반대편 건물에서 그녀를 다시 발견하고 관심을 끌기 위해 사무실에서 종이비행기를 던지기 시작한다.